# 155 mm Gun M1
Die 155 mm Gun M1 und M2  (später als M59), allgemein bekannt als Long Tom, war eine 155-Millimeter-Feldhaubitze der United States Army, die im Zweiten Weltkrieg und im Koreakrieg eingesetzt wurde. Sie ersetzte die Canon de 155 mm GPF.

## Entwicklung

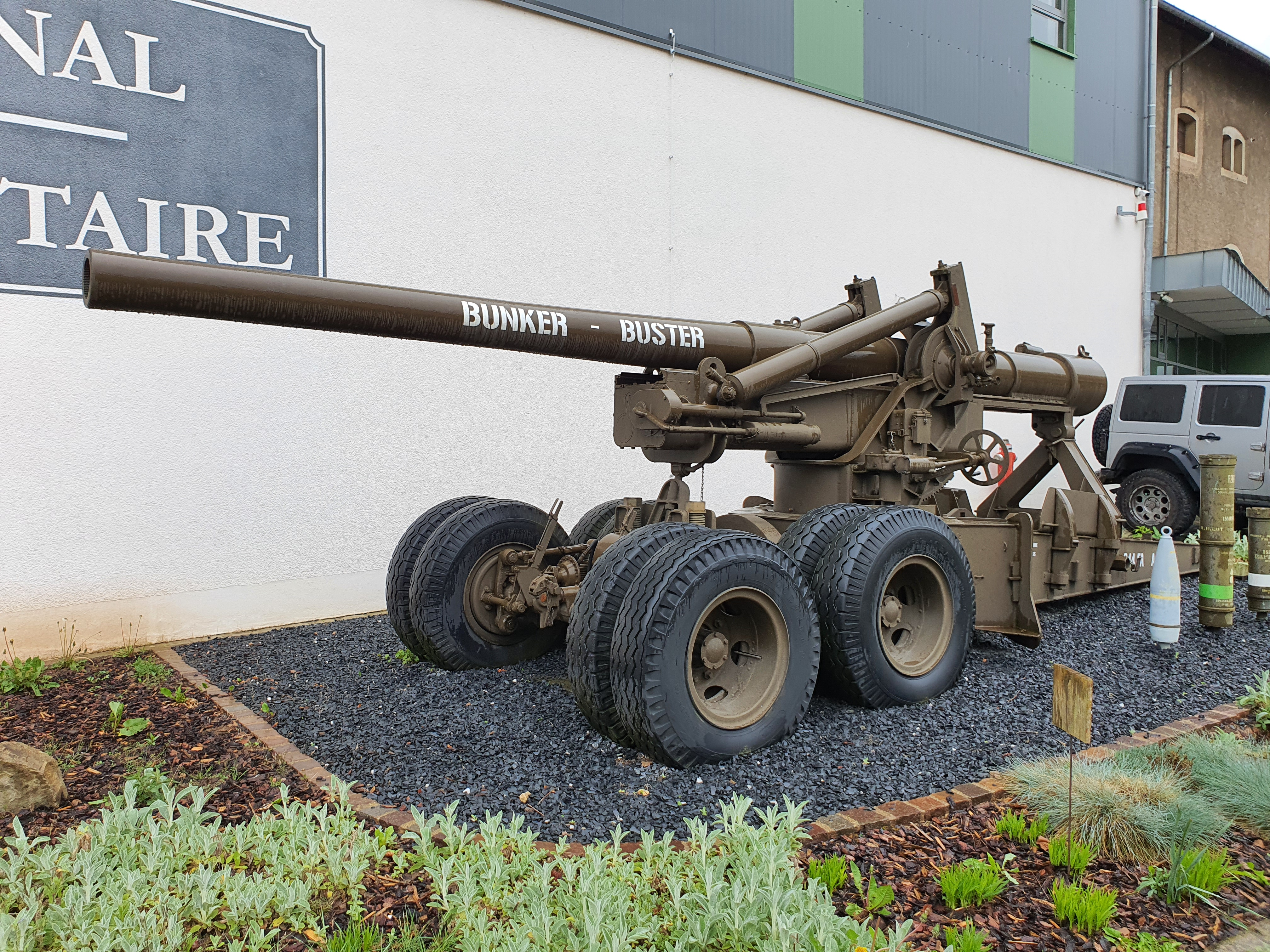
155mm Gun M1 Museum Diekirch

Vor ihrem Eintritt in den Ersten Weltkrieg waren die Vereinigten Staaten nur äußerst unzureichend mit schwerer Artillerie ausgestattet. Um dem abzuhelfen, wurde eine Anzahl solcher Geschütze aus anderen Ländern importiert, einschließlich der Canon de 155mm GPF aus Frankreich. Nach dem Ende des Krieges begannen in den USA Entwicklungsarbeiten, um die vorhandenen Geschütze und Lafetten zu verbessern. Nachdem eine Anzahl an Prototypen in den 1920er- und 1930er-Jahren hergestellt worden waren, stellte man die Arbeiten aus Geldmangel zunächst wieder ein. Im Jahre 1938 wurde dann der Prototyp „155 mm Gun T4“ auf der Lafette „T2“ als „155 mm gun M1 on Carriage M1“ eingeführt.
Die neue Variante verwendete ein Geschützrohr, das weitgehend dem Vorgängermodell „155 mm GPF“ ähnelte, jedoch wurde jetzt ein „Asbury-Verschluss“ verwendet.
Die neue Lafette (Split-trail carriage) war mit vier Radpaaren ausgestattet, die in Feuerstellung angehoben werden konnten und dem Geschütz dadurch einen sicheren Stand verschafften, was zu besseren Schießergebnissen führte.
Dieses Modell wurde zu den Varianten M1A1 und M2 weiterentwickelt. Eine erneute Modernisierungsmaßnahme nach dem Zweiten Weltkrieg führte dann zum Typ M59.

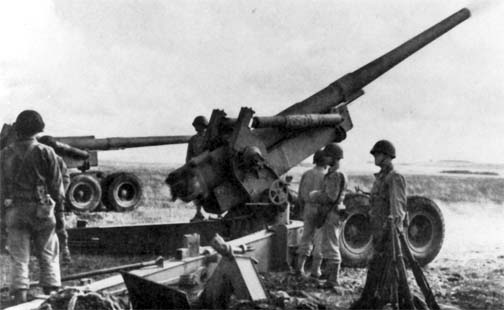
„Long Tom“-Mannschaft bei der Ausbildung in England

Der „Long Tom“ wurde erstmals am 24. Dezember 1942 von der „A“ Battery des „36th Field Artillery Battalion“ der US Army in Nordafrika eingesetzt. Insgesamt wurden wahrscheinlich 49 Artillerie-Bataillone (einschließlich der 40 auf den europäischen und 7 auf dem pazifischen Kriegsschauplatz) mit dem Gerät ausgestattet. Die bevorzugte Zugmaschine war zunächst der „Artillery tractor“ „Mack NO 6x6 7½ ton“ LKW, der dann ab 1943 von der Kettenzugmaschine M4 High-Speed Tractor abgelöst wurde.
Auf Grund des Lend-Lease-Act-Programms wurden 184 Geschütze an Großbritannien und 25 Geschütze an Frankreich geliefert.

## Varianten
Geschützvarianten:
- M1920 – Prototyp
- T4 – Prototyp

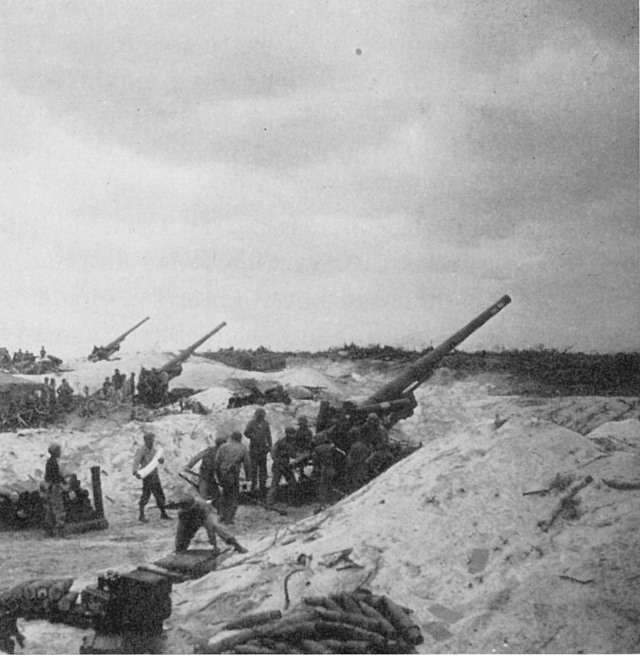
M2 während der Schlacht um Okinawa

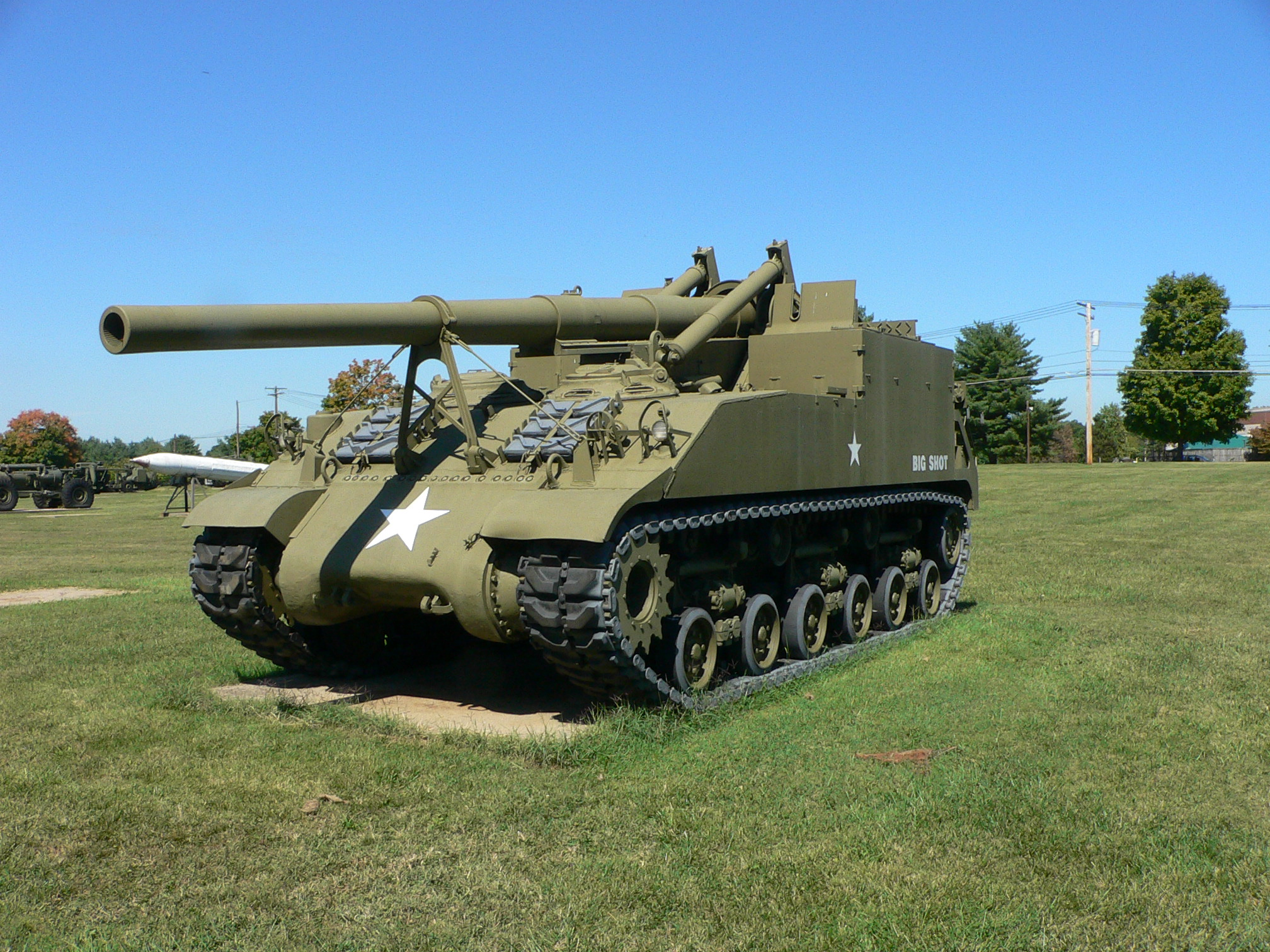
M40 im US Army Ordnance Museum

- M1 (1938) – Erstes Baulos von 20 Exemplaren
- M1A1 (1941) – Verschluss modifiziert
  - M1A1E1 – Prototyp (Verchromte Rohrinnenwandung)
  - M1A1E3 – Prototyp mit Flüssigkeitskühlung
- M2 (eingeführt im September 1944) – Verschluss modifiziert und größerer Ladungsraum

Lafettenvarianten:
- T2 – Prototyp
- M1 (1938).
- M1A1 – Überholte T2 Lafette

Das Geschütz wurde ebenso als Selbstfahrlafette produziert. Hierfür wurde das Rohr mit der Rohrwiege M13 auf das umgebaute Fahrgestell des M4 medium tank montiert. Das Resultat war das zunächst sogenannte „155 mm Gun Motor Carriage T83“, das dann die Serienbezeichnung 155 mm Gun Motor Carriage M40. erhielt.
Das Versuchsmodell „155 mm Gun Motor Carriage T79“ auf dem Fahrgestell des T23 Medium Tank kam über das Entwicklungsstadium nicht hinaus.

## Munition
Das Geschütz feuerte mit getrennten Ladungen (Granate und Treibladung). Die normale Treibladung bestand aus 9,23 kg Pulver und konnte um 4,69 kg vergrößert werden. Die Gewichtsangaben in der Tabelle beziehen sich jeweils auf die Anwendung der maximalen Pulverladung.
| Projektile. |                                                                     |             |                                        |                              |                  |
| Typ | Modell                                                              | Gewicht, kg | Füllung                                | Mündungsgeschwindigkeit, m/s | Schussweite in m |
| APBC/HE (Armor-piercing/High Explosive) | AP M112 Shell                                                       | 45,36       | Dunnite (Explosive D)                  | 837                          | 22.014           |
| HE (High-explosive) | HE M101 Shell                                                       | 42,96       | TNT                                    | 853                          | 23.513           |
| Smoke (Rauchgranate) | WP M104 Shell                                                       | 44,53       | White phosphorus (WP)                  | 853                          | 23.720           |
| Smoke (Rauchgranate) | FS M104 Shell                                                       | –           | Sulfur trioxide in Chlorosulfonic acid | 853                          | 23.720           |
| Chemical – (Kampfstoff) | H M104 Shell                                                        | –           | Mustard gas, 5.3 kg (Senfgas)          | 853                          | 23.720           |
| Dummy | Dummy Mk I Projectile                                               | –           | –                                      | –                            | –                |
| Dummy | Dummy M7 Projectile                                                 | 43,09       | –                                      | –                            | –                |
| Stahldurchschlag, mm |                                                                     |             |                                        |                              |                  |
| Munitionsart \ Entfernung, m | Munitionsart \ Entfernung, m                                        | 457         | 457                                    | 914                          | 914              |
| AP-M112-Granate auf legierten Stahl, Auftreffwinkel 30°                                                                                    | AP-M112-Granate auf legierten Stahl, Auftreffwinkel 30°             | 160         | 160                                    | 152                          | 152              |
| AP-M112-Granate auf oberflächengehärteten Stahl, Auftreffwinkel 30°                                                                        | AP-M112-Granate auf oberflächengehärteten Stahl, Auftreffwinkel 30° | 135         | 135                                    | 130                          | 130              |
| Betondurchschlag, mm |                                                                     |             |                                        |                              |                  |
| Munitionsart \ Entfernung, m | Munitionsart \ Entfernung, m                                        | 914         | 914                                    | 4572                         | 4572             |
| HE-M101-Granate (Auftreffwinkel 0°) | HE-M101-Granate (Auftreffwinkel 0°)                                 | 2011        | 2011                                   | 1402                         | 1402             |
| In einigen Ländern werden unterschiedliche Grundsätze der Messungen angewendet. Daher ist eine verbindliche Festlegung hier nicht möglich. |                                                                     |             |                                        |                              |                  |

## Eingesetzt von
- Vereinigte Staaten
- Italien
- Frankreich
- Südkorea
- Taiwan
- Pakistan
- Kroatien
- Südafrika
- Israel
- BR Deutschland
- Österreich (in festen Anlagen)[9]

## Ausgestellte Exemplare
- US Army Ordnance Museum
- Albany Parks & Recreation/Timber Linn, Albany (Oregon)
- VFW Zachary Taylor Post 3784, Baton Rouge, Louisiana.
- Pendennis Castle, Cornwall, UK
- Bunkermuseum Wurzenpass, Kärnten, Österreich
- Verein für militärische Heimatgeschichte Frankenhöhe e. V. (Muna Museum)
- Wehrtechnisches Museum Röthenbach an der Pegnitz[10]